# Short track na Zimních olympijských hrách 2018
Závody v short tracku na Zimních olympijských hrách 2018 proběhly od 10. do 22. února 2018 ve sportovní hale Gangneung Ice Arena v Kangnungu v Jižní Koreji.

## Program
- 10. února 2018	19: 00 - 21:50	Ženy štafeta 3000 m, Ženy 500 m, Muži, 1500 m (finále)
- 13. února 2018	19: 00 - 21:30	Muži štafeta 5000 m, Muži, 1000 m, Ženy 500 m (finále)
- 17. února 2018	19: 00 - 21:55	Ženy 1500 m (finále), Muži, 1000 m (finále)
- 20. února 2018	19: 00 - 21:00	Ženy 1000 m, Muži, 500 m, Ženy štafeta 3000 m (finále)
- 22. února 2018	19: 00 - 21:45	Ženy 1000 m (finále), Muži, 500 m (finále), Muži štafeta 5000 m (finále)

## Medailové pořadí zemí
| Pořadí | Země                               | Zlato | Stříbro | Bronz | Celkově |
| ------ | ---------------------------------- | ----- | ------- | ----- | ------- |
| 1      | Jižní Korea (KOR)                  | 2     | 1       | 2     | 5       |
| 2      | Nizozemsko (NED)                   | 1     | 2       | 1     | 4       |
| 3      | Čína (CHN)                         | 1     | 2       | 0     | 3       |
| 4      | Kanada (CAN)                       | 1     | 1       | 3     | 5       |
| 5      | Itálie (ITA)                       | 1     | 1       | 1     | 3       |
| 6      | Maďarsko (HUN)                     | 1     | 0       | 0     | 1       |
| 7      | Spojené státy americké (USA)       | 0     | 1       | 0     | 1       |
| 8      | Olympijští sportovci z Ruska (OAR) | 0     | 0       | 1     | 1       |
|        | Medailové sady                     | 8     | 8       | 8     | 24      |

## Medailisté

### Muži
| Disciplína     | Zlato                                                                             | Výkon       | Stříbro                                                                     | Výkon    | Bronz                                                                             | Výkon    |
| -------------- | --------------------------------------------------------------------------------- | ----------- | --------------------------------------------------------------------------- | -------- | --------------------------------------------------------------------------------- | -------- |
| 500 m          | Wu Ta-ťing · Čína (CHN)                                                           | 39.584      | Hwang Dae-heon · Jižní Korea (KOR)                                          | 39.854   | Lim Hjo-čun · Jižní Korea (KOR)                                                   | 39.919   |
| 1000 m         | Samuel Girard · Kanada (CAN)                                                      | 1:24.650    | John-Henry Krueger · Spojené státy americké (USA)                           | 1:24.864 | Seo Yi-ra · Jižní Korea (KOR)                                                     | 1:31.619 |
| 1500 m         | Lim Hjo-čun · Jižní Korea (KOR)                                                   | 2:10.485    | Sjinkie Knegt · Nizozemsko (NED)                                            | 2:10.555 | Semion Elistratov · Olympijští sportovci z Ruska (OAR)                            | 2:10.687 |
| Štafeta 5000 m | Maďarsko (HUN) · Shaoang Liu · Shaolin Sándor Liu · Viktor Knoch · Csaba Burján · | 6:31.971 OR | Čína (CHN) · Wu Ta-ťing · Han Tianyu · Xu Hongzhi · Chen Dequan · Ren Ziwei | 6:32.035 | Kanada (CAN) · Samuel Girard · Charles Hamelin · Charle Cournoyer · Pascal Dion · | 6:32.282 |

### Ženy
| Disciplína     | Zlato                                                                                    | Výkon    | Stříbro                                                                                         | Výkon    | Bronz | Výkon    |
| -------------- | ---------------------------------------------------------------------------------------- | -------- | ----------------------------------------------------------------------------------------------- | -------- | --- | -------- |
| 500 m          | Arianna Fontanaová · Itálie (ITA)                                                        | 42.569   | Yara van Kerkhofová · Nizozemsko (NED)                                                          | 43.256   | Kim Boutinová · Kanada (CAN)                                                                             | 43.881   |
| 1000 m         | Suzanne Schultingová · Nizozemsko (NED)                                                  | 1:29.778 | Kim Boutinová · Kanada (CAN)                                                                    | 1:29.956 | Arianna Fontanaová · Itálie (ITA)                                                                        | 1:30.656 |
| 1500 m         | Čchö Min-čong · Jižní Korea (KOR)                                                        | 2:24.948 | Li Jinyu · Čína (CHN)                                                                           | 2:25.703 | Kim Boutinová · Kanada (CAN)                                                                             | 2:25.834 |
| Štafeta 3000 m | Jižní Korea (KOR) · Shim Suk-hee · Čchö Min-čong · Kim Ye-jin · Kim A-lang · Lee Yu-bin* | 4:07.361 | Itálie (ITA) · Arianna Fontanaová · Lucia Perettiová · Cecilia Maffeiová · Martina Valcepinaová | 4:15.901 | Nizozemsko (NED) · Suzanne Schultingová · Yara van Kerkhofová · Lara van Ruijvenová · Jorien ter Morsová | 4:03.471 |